# Orbău, Satu Mare
Orbău este un sat în comuna Cehal din județul Satu Mare, Transilvania, România.
tÎn documentele vremii satul Orbău este amintit de prin anii 1205-1235. Apoi în anul 1475 este amintit ca Orbo( cuvânt de origine slavă, în românește PLOP) .Legenda spune că în trecutul îndepărtat ar fi existat o singură casă în care ar fi locuit trei tâlhari sau oaste de haiduci. Între anii 1427-1730 ar fi aparținut lui Szilagyi Nicolae și fiilor săi. În 1890 a ajuns la 253 locuitori. Satul a aparținut grofului Zeigh losif. La început satul se găsea în vale nu în vârful dealului. Pe la mijlocul veacului al 16-lea satul a fost pustiit. Biserica a fost adusă pe picioare din Racova în 1824, veche de 500 de ani. Biserica a fost dăruită de către credincioșii din Racova. În satul Orbău au fost mulți neștiutori de carte. Nici primarul satului nu știa carte. Legendele spun că, primarul își făcea însemnările pe bețe, prin semne și linii. Impozitul era calculat și se plătea după numărul de geamuri. Scopul celor ce-și construiau case era să nu-și facă multe geamuri la case, pentru ca să nu aibă impozit prea mare.